# Ernée (rivière)
Pour les articles homonymes, voir Ernée (homonymie).
L’Ernée est une rivière française qui coule dans le département de la Mayenne. C'est un affluent de la Mayenne en rive droite, donc un sous-affluent de la Loire par la Mayenne et la Maine.

## Géographie
Elle a son origine entre Levaré et Saint-Berthevin-la-Tannière, dans le canton de Gorron, à une hauteur de 225 m. Après s'être grossie de plusieurs affluents, elle arrose Ernée, contourne les collines qui portent la forêt de Mayenne, passe à Chailland, à Andouillé, laisse à droite Saint-Germain-le-Fouilloux, et se jette dans la Mayenne (rive droite) à Saint-Jean-sur-Mayenne, à 7 km en amont de Laval.

## Histoire
Le projet de canal pour rejoindre Rennes depuis Laval est étudié à la fin du XVIIIe siècle, mais n'aboutira jamais malgré plusieurs tentatives jusqu'au début du XXe siècle. Il devait comprendre la canalisation de l'Ernée.

## Affluent
- l'Oscense

## Hydrologie
L'Ernée est une rivière abondante, comme l'ensemble des cours d'eau issus de la moitié nord du département de la Mayenne. Son débit a été observé sur une période de 40 ans (1968-2007), à Andouillé, localité du département de la Mayenne située à une dizaine de kilomètres au nord de Laval, et peu avant son confluent avec la Mayenne. Le bassin versant de la rivière y est de 375 km2, soit sa quasi-totalité.
Le module de la rivière à Andouillé est de 3,96 m3/s.
L'Ernée présente des fluctuations saisonnières de débit très marquées, comme bien souvent dans cette région de France, avec des hautes eaux d'hiver portant le débit mensuel moyen à un niveau situé entre 6,84 et 8,34 m3/s, de la mi-décembre à mars inclus (avec un maximum en janvier et surtout février), et des basses eaux d'été, de fin juin à la mi-octobre, avec une baisse du débit moyen mensuel jusqu'à 0,945 m3/s au mois d'août. Mais les fluctuations sont bien plus prononcées sur de courtes périodes et d'après les années.
À l'étiage, le VCN3 peut chuter jusque 0,260 m3/s, en cas de période quinquennale sèche, ce qui est assez sévère, mais parfaitement normal sur les terrains imperméables de l'est du massif armoricain.
Les crues peuvent être importantes. Les QIX 2 et QIX 5 valent respectivement 34 et 48 m3/s. Le QIX 10 est de 57 m3/s, le QIX 20 de 66 m3/s et le QIX 50 de 78 m3/s.
Le débit instantané maximal enregistré à Andouillé a été de 79,7 m3/s le 22 janvier 1995, tandis que la valeur journalière maximale était de 65,5 m3/s le 16 novembre 1974. En comparant la première de ces valeurs à l'échelle des QIX de la rivière, il ressort que cette crue de janvier 1995 était d'ordre cinquantennal, et donc assez exceptionnelle.
Au total, l'Ernée est une rivière abondante, bien alimentée par des précipitations elles aussi abondantes, dans la région proche du département très arrosé de la Manche notamment. La lame d'eau écoulée dans son bassin versant est de 334 millimètres annuellement, ce qui est assez élevé, de même grandeur que la moyenne d'ensemble de la France, et supérieur à la moyenne de la totalité du bassin de la Mayenne (297 millimètres à Chambellay). Le débit spécifique (ou Qsp) de la rivière atteint 10,6 litres par seconde et par kilomètre carré de bassin.